# Gertrud
Gertrud es una película danesa dirigida por Carl Theodor Dreyer en 1964 y con actuación de Nina Pens Rode, Bendt Rothe, Ebbe Rode y Baard Owe.

## Sinopsis
Considerada por muchos la obra maestra del danés Carl Theodor Dreyer, Gertrud se puede entender como el resumen del arte del cineasta. Inspirada en una obra de principios del XIX escrita por Hjalmar Söderberg, esta película cuenta la historia de una mujer que vive con la obsesión de encontrar el amor pleno. Gertrud, que llegó a ser una famosa cantante, se decide a abandonar a su marido e irse con su amante. Al día siguiente descubre que este la ha traicionado y eso impide que le pueda entregar un amor absoluto, por lo que la excantante abandona a los dos y comienza una vida en solitario, reflexionando sobre cómo el compromiso del amor es una simple convención que no va más allá del intentar establecer un límite que, a menudo, no significa nada. En un ambiente burgués en el que predominan las relaciones frías y las convenciones sociales, Gertrud es la nota discordante, casi obscena, cuyas ansias de amor y verdad suponen una rebelión en un mundo en el que no hay lugar para los sentimientos.

## Premios
Medallas del Círculo de Escritores Cinematográficos
| Categoría                          | Candidatas | Resultado |
| ---------------------------------- | ---------- | --------- |
| Mejor película de salas especiales | Gertrud    | Ganadora  |